# Malena Mård
Malena Mård, född 23 mars 1969 i Emmaboda, är en svensk diplomat som sedan augusti 2023 är Sveriges ambassadör i Ankara.
Mård har arbetat vid Sveriges ständiga representation vid Europeiska unionen i Bryssel, 1995–1998 vid generalkonsulatet i Sankt Petersburg och varit chef för Utrikesdepartementets enhet för Östeuropa och Centralasien. Från december 2013 till augusti 2017 var hon EU:s representant i Azerbajdzjan samt inspektör i UD och från 2019 till 2023 var hon Sveriges ambassadör i Moskva.